# Red črnega orla
Red črnega orla (nemško Hoher Orden vom Schwarzen Adler ali krajše Schwarzer Adlerorden) je bil najvišji viteški red Kraljevine Prusije. Red je  17. januarja 1701 ustanovil elektor Friderik III. Brandenburški, ki je naslednji dan postal kralj Friderik I. Pruski
. 
Red je imel samo eno stopnjo in se je podeljeval z ogrlico ali brez nje. S podelitvijo reda so bili odlikovanci upravičeni tudi do velikega križca Reda rdečega orla. Člani  pruske kraljeve hiše so od leta 1862 ob podelitvi reda prejeli še Red krone 1. razreda. Red je bil do ukinitve reda leta 1918   podeljen 407 krat.
Zadnji pruski kralj in nemški cesar Viljem II., ki je po odstavitvi po  prvi svetovni vojni živel na Nizozemskem, je odlikovanje še naprej podeljeval članom svoje družine. Za prvo damo Reda črnega orla je imenoval svojo drugo ženo, princeso Hermino von Schoenaich-Carolath.

## Pregled
Statut reda je bil objavljen 18. januarja 1701 in dopolnjen leta 1847. Članstvo v Redu črnega orla je bilo omejeno na majhno število vitezov in bilo razdeljeno v dva razreda: člani vladajočih hiš (nadalje razdeljeni na člane hiše Hohenzollern in člane drugih  nemških in tujih vladarskih hiš) in kapitelski  vitezi. Pred letom 1847 je bilo članstvo omejeno na plemiče, po tem datumu pa so kapitelski vitezi, ki niso bili plemiči, s podelitvijo Reda postali plemiči. Kapitelski vitezi so bili na splošno visoki vladni uradniki ali vojaški častniki.
Red Črnega orla je imel samo en razred, vendar ga je bilo mogoče s kraljevim pooblastilom podeliti tudi na "z ogrlico" ("mit der Kette") ali brez nje ("ohne Kette"). Člani reda so po statutu prejeli  tudi Veliki križ Reda rdečega orla, ki se je nosil na traku okoli vratu. Od leta 1862 so člani pruske kraljeve hiše ob podelitvi Reda črnega orla prejeli tudi pruski Red krone 1. razreda.

## Insignije
Znak reda je bil modro emajliran zlat malteški križ. Med kraki križa so bili štirje črni orli z zlatimi kronami. Sredi križa je bil monogram Friderika I. ("FR", za Fredericus Rex).
Znak se je nosil na lenti ali na ogrlici. Lenta je bila oranžne barve in se je nosila preko leve rame, da je bil znak na desnem boku. Barva je bila izbrana v čast Luize Henriete Nassauske, hčerke kneza Oranjskega in prve Friderikove žene.  Ogrlica se je nosila obešena preko ramen. Imela je 24 umetniško izdelanih členov – 12 črnih orlov in 12 križev. Na medaljonu je bil moto reda  Suum Cuique, dobesedno "vsakemu svoje", sicer pa "vsakemu po njegovih zaslugah".
Zvezda reda je bila srebrna osem kraka zvezda z ravnini ali fasetiranimi žarki, odvisno od draguljarjevega dizajna. Sredi zvezde je bil črn orel z lovorjevim vencem v levih in žezlom v desnih krempljih. Okoli njega je bil napisan moto Reda. 
Na srečanji vitezov Reda črnega orla in določenih slovesnostih so vitezi nosili modro obrobljene rdeče žametne kape. Na levi strani kape je bila izvezena velika zvezda reda.

## Članstvo
Od ustanovitve leta 1701 do leta 1918 je bil Red črnega orla podeljen 407-krat, od tega 57 krat v času vladavine Friderika I. (1701–1713). Pri tem ni jasno, ali ta številka zajema samo kapitelske viteze ali vključuje tudi člane vladajočih hiš. 
Leta 1918 je bilo v Redu črnega orla 118 članov, od tega  14 članov pruske kraljeve hiše, eden iz  knežje hiše Hohenzollern, 49 članov drugih vladarskih hiš in 54 Nemcev, ki niso bili v sorodu s cesarjevo družino. Podaniki pruskega kralja, ki so prejeli Red črnega orla, so bili povišani v visoko plemstvo  in prejeli dedni naslov.
Iz pruskih državnih priročnikov in statutov drugih pruskih redov je razvidno, da so na deseti rojstni dan prejeli Red črnega orla vsi moški čani kraljeve družine. Na osemnajsti rojstni dan so prejeli ogrlico reda. Red se je podeljeval tudi pruskim kraljicam in kasneje nemškim cesaricam. Druge članice kraljeve družine so namesto tega reda običajno prejele  Red Luize.

## Sodobna raba
Red črnega orla se zdaj uporablja kot emblem nemške vojaške policije (Poljski lovci).

## Sklic
1. 1 2  Preußische Orden.
2. ↑  Werlich.  Orders and Decorations. str. 182.
3. 1 2  1918 Prussian State Handbook, str. 38.